# Liberale Partij (Cambodja)
De Liberale Partij (Khmer: គណបក្សសេរីនិយម; Frans: Parti libéral) was een Cambodjaanse politieke partij die van 1946 tot 1955 bestond. De partij stond ook bekend onder de naam Constitutionele Partij.

## Geschiedenis
De Liberale Partij (PL) werd in 1946 opgericht door prins Norodom Norindeth en Sonn Voeunsai als gematigd conservatieve partij die streefde naar een geleidelijke onafhankelijkheid van Cambodja ten opzichte van Frankrijk en het behouden van nauwe betrekkingen met dat land. De partij bestond voornamelijk uit grootgrondbezitters, de adel, hoge ambtenaren en stond op goede voet met het hof en kon rekenen op de sympathie van leden van het koningshuis. Prins Norodom Norindeth, een van de grootste landeigenaren van Cambodja, werd partijleider. De grote tegenstrever van de PL was de Democratische Partij (PD), aangevoerd door de rivaal van Norindeth, prins Sisowath Youtevong, die streefde naar een zo spoedige mogelijke onafhankelijkheid van Cambodja en de invoering van een constitutionele monarchie met een beperkte rol voor de koning.
Bij de verkiezingen voor de Grondwetgevende Vergadering van 1946 eindigde de PL als tweede partij van het land, achter aartsrivaal PD. De PL kreeg 14 zetels, de PD 50 zetels. De inbreng bij de totstandkoming van de grondwet was derhalve beperkt. Bij de verkiezingen voor de Nationale Vergadering in 1947 kreeg de PL 21 zetels en eindigde wederom als tweede partij. In 1951 bleef de partij steken op 18 zetels. In aanloop naar de verkiezingen van dat jaar verzetten zowel de PD als de PL zich tegen het amenderen van de grondwet om de koning meer macht te verlenen.
De opkomst van links baarde koning Norodom Sihanouk de nodige onrust en hij besloot in 1955 de macht naar zich toe te trekken. Hij richtte de partij Sangkum op die bij de verkiezingen van dat jaar alle zetels in de Nationale Vergadering wist te winnen. De PD en de PL, maar ook de andere partijen die aan de verkiezingen meededen verloren hun zetels. Na de verkiezingen besloot de PL op te gaan in Sangkum.